# هيئة كهرباء ومياه الشارقة
هيئة كهرباء ومياه الشارقة المعروفة أيضًا باسم سيوا هي دائرة حكومية  في إمارة الشارقة توفر الكهرباء والمياه والغاز الطبيعي لجميع سكانها. حيث تقدم خدماتها لأكثر من 300000 مستهلك  ولديها شركة خاصة بمياه الشرب المعبأة تعرف باسم زلال والتي يقع مصنعها في منطقة الرحمانية.غيرت سيوا اسمها إلى هيئة كهرباء ومياه وغاز الشارقة (SEWGA)  في 23 سبتمبر 2020.
أصبحت هيئة كهرباء ومياه الشارقة منظمة ربحية في عام 2015 تساهم في الإيرادات الحكومية. كما فازت بجائزة أفضل هيئة كهرباء ومياه عربية لعام 2014 
تهدف هيئة كهرباء ومياه الشارقة إلى بناء مستقبل مستدام مع الحفاظ على التميز والخدمة. من خلال الاستثمار المستمر في التكنولوجيا المتقدمة ومشاريع الطاقة المتجددة وبرامج الكفاءة، وتلبية احتياجات السكان المتزايدة مع تقليل الأثر البيئي.
أصدر الشيخ الدكتور سلطان بن محمد القاسمي،، مرسوماً أميرياً بتعيين سعيد سلطان السويدي رئيساً لهيئة كهرباء ومياه وغاز الشارقة (مرسوم رقم 37 لسنة 2020)
وتم تعيين عبدالله عبدالرحمن محمد عبيد الشامسي، مديراً عاماً لهيئة كهرباء ومياه وغاز الشارقة 

## التاريخ
كانت هيئة كهرباء ومياه الشارقة في السابق شركة خاصة حتى قبل إنشاء دولة الإمارات العربية المتحدة في عام 1971. ثم سميت شركة الشارقة للكهرباء والماء.
تغير هذا في السنوات القادمة وأصبحت جزءًا من حكومة الشارقة كدائرة الكهرباء والماء. مع نمو الإمارة، أصبح من الضروري توسيعها من كونها دائرة إلى كيان مستقل ماليًا وإداريًا يُعرف الآن باسم هيئة كهرباء ومياه الشارقة. أصدر هذا المرسوم الشيخ الدكتور سلطان بن محمد القاسمي.

## المهام
من أبرز مهام هيئة كهرباء ومياه الشارقة :
- دراسة الاحتياجات الحالية والمستقبلية من الطاقة والمياه والغاز اللازمة للاستهلاك وللتنمية الاقتصادية والاجتماعية
- العمل على إنشاء محطات الطاقة وتوفير مصادر الطاقة والمياه والغاز بما يتواءم مع تلك الاحتياجات
- امتلاك وإدارة وتشغيل وصيانة محطات توليد الكهرباء وتحليه المياه وآبار المياه وخطوط نقل الطاقة الكهربائية وشبكات المياه والألياف البصرية ومحطات وشبكات الغاز وغيرها
- اتخاذ كافة الأساليب للمحافظة على الكهرباء والمياه والغاز وترشيد استهلاكها والعمل على تطوير مصادرها
- العمل على تطوير وتحديث نظم إنتاج الطاقة والمياه والغاز والألياف البصرية ونظم التوزيع وخدمة المستهلكين.

## محطات توليد الطاقة
لدى هيئة كهرباء ومياه الشارقة محطات الطاقة التالية التي تبلغ طاقتها الإجمالية 2814 ميجاوات اعتبارًا من 2018.
1. محطة كهرباء واسط [11]
2. محطة كهرباء اللية [12]
3. محطة كهرباء الحمرية [13]
4. محطة كهرباء كلباء
5. محطة كهرباء خورفكان

يتم أيضًا توفير بعض طاقة هيئة كهرباء ومياه الشارقة من خلال شركة ترانسكو (أبو ظبي).

## محطات الماء
تمتلك هيئة كهرباء ومياه الشارقة محطات توليد المياه التالية في الإمارات العربية المتحدة وهي أساسا محطات تحلية المياه:
1. محطة اللية
2. محطة الحمرية الجديد والقديم
3. هيئة مياه وكهرباء أبوظبي
4. يوتيكو
5. خورفكان
6. كلباء
7. أبو موسى وصير بو نعير والزبير
8. آبار الشارقة
9. حقول آبار خورفكان

#### مشروع محطة الحمرية الجديد المستقلّة لتحلية المياه:[14]
وقّعت هيئة كهرباء ومياه وغاز الشارقة، مع أكوا باور؛ الشركة السعودية الرائدة في مجال تحوّل الطاقة، اتفاقية تعاون لإنشاء أول محطة مستقلّة لتحلية المياه في إمارة الشارقة، ومن المتوقع أن تُنتِج المحطة نحو 272 ألف متر مكعّب من المياه المحلاة يومياً بحلول الربع الثاني من عام 2027. وعند بدء مرحلة التشغيل لكامل قدرة المحطة الإنتاجية في الربع الثالث من عام 2028؛ ستصل المحطة لكامل قدرتها الإنتاجية التي تبلغ نحو 410 آلاف متر مكعّب من المياه المحلاة يومياً، بما يسهم في تزويد 1.4 مليون نسمة بالمياه الصالحة للشرب.

## مراكز خدمة العملاء
من أهم مراكز خدمة العملاء التابعة للهيئة:
- المجاز
- المنطقة الصناعية
- الجزات
- ضاحية حلوان
- القاسمية
- الشارقة التعاون

## الجوائز
- نالت هيئة كهرباء ومياه وغاز الشارقة، جائزة الحكومة الرقمية العربية لعام 2024 عن فئتي الابتكار الحكومي، والمسؤولية الاجتماعية التي أعلنت عنها مؤسسة التميز الدولية ومقرها فلوريدا - الولايات المتحدة، المعنية بتعزيز التحول الرقمي للحكومات[16]
- فازت هيئة كهرباء ومياه وغاز الشارقة بدرع التميز الذهبي 2024 ضمن أفضل 20 مؤسسسة ناشطة في المسؤولية الاجتماعية، الذي تمنحه المنظمة العربية للمسؤولية الاجتماعية.[17]
- فازت هيئة كهرباء ومياه وغاز الشارقة بالمركز الأول في جائزة الشارقة للعمل التطوعي2024 عن مبادرة ترشيد المنازل كأفضل مبادرة تطوعية تخصصية تخدم المجتمع والتي حققت نتائج ايجابية كبيرة في غرس وترسيخ مفاهيم العمل الإنساني والتطوعي.[18]
- فازت هيئة كهرباء ومياه وغاز الشارقة بالمستوى الذهبي في جائزة مجلس هارفرد للأعمال الدولية ومقره نيويورك في الولايات المتحدة الأمريكية عن فئة الابتكار لعام 2022.[19]
- فازت هيئة كهرباء ومياه وغاز الشارقة بجائزة الشارقة الخضراء التي تنظمها غرفة تجارة وصناعة الشارقة، تكريماًلجهودها واستراتيجيتها التي تضع في مقدمة أولوياتها الحفاظ على البيئة وتحقيق التنمية المستدامة.[20]

## روابط خارجية
الموقع الرسمي